# Hypocoela infracta
Hypocoela infracta là một loài bướm đêm trong họ Geometridae.